# Richard Egües
Richard Egües (né le 26 janvier 1924 à Cruces et mort le 1er septembre 2006 à La Havane) est un flûtiste cubain.

## Biographie
Après avoir appris à jouer du saxophone, de la clarinette et du piano, il décide de se spécialiser dans la flûte dans les années 1940, jugeant que les joueurs de flûtes disposent de plus de temps de récupération durant les représentations. Egües devient le principal représentant du style charanga parmi les flûtistes cubains. Les groupes de Charanga sont composés de voix, de percussions, de cordes ainsi que d'un flûtiste qui se retrouve au centre de cette architecture.
Egües exerça de nombreuses années en tant que flûtiste au sein de l'un des plus fameux groupes de musique Charanga de Cuba : l'Orquesta Aragon (fondé en 1939). Durant plusieurs années, il ne fit pas partie intégrante du groupe et ne participait que de façon temporaire aux projets musicaux. Mais après le départ en 1954 de Rolando Lazano, alors leader de l'Orquesta Aragon, Egües fut finalement sollicité pour intégrer à part entière le groupe et prendre la place de leader de la composition. Egües reste avec le groupe plus de 30 ans et devient un participant actif du groupe (comme flûtiste, compositeur et interprète).
Il meurt des suites d'un accident vasculaire cérébral.